# Torre de Lagos
La Torre de Lagos es una torre vigía o torre almenara, catalogada por el Ministerio de Educación, Cultura y Deporte como Bien de Interés Cultural desde 1993.
Está situada en Lagos, en el municipio de Vélez-Málaga (provincia de Málaga, Andalucía, España). 

## Descripción
La torre se sitúa en la costa de la localidad de Lagos y data del siglo XVII.